# Васьковка (Полтавская область)
Васьковка (укр. Васьківка) — село, Пронозовский сельский совет, Глобинский район, Полтавская область, Украина.
Код КОАТУУ — 5320687202. Население по переписи 2001 года составляло 61 человек.

## Географическое положение
Село Васьковка находится на левом берегу Кременчугского водохранилища (Днепр), выше по течению на расстоянии в 2 км расположено село Пронозовка, ниже по течению на расстоянии в 0,5 км расположено село Кагамлык. Рядом проходит автомобильная дорога Н-08.